# Epimolis creon
Epimolis creon är en fjärilsart som beskrevs av Druce 1897. Epimolis creon ingår i släktet Epimolis och familjen björnspinnare. Inga underarter finns listade i Catalogue of Life.